# Czerniewice (gromada w powiecie włocławskim)
Czerniewice – dawna gromada, czyli najmniejsza jednostka podziału terytorialnego Polskiej Rzeczypospolitej Ludowej w latach 1954–1972.
Gromady, z gromadzkimi radami narodowymi (GRN) jako organami władzy najniższego stopnia na wsi, funkcjonowały od reformy reorganizującej administrację wiejską przeprowadzonej jesienią 1954 do momentu ich zniesienia z dniem 1 stycznia 1973, tym samym wypierając organizację gminną w latach 1954–1972.
Gromadę Czerniewice z siedzibą GRN w Czerniewicach utworzono – jako jedną z 8759 gromad na obszarze Polski – w powiecie włocławskim w woj. bydgoskim, na mocy uchwały nr 24/17 WRN w Bydgoszczy z dnia 5 października 1954. W skład jednostki weszły obszary dotychczasowych gromad Filipki, Nowa Wola, Pustki Choceńskie, Czerniewice, Świerkowo, Szczutkowo, Wilkowice i Wola Nakonowska oraz folwark i wieś Wilkowiczki z dotychczasowej gromady Zakrzewek ze zniesionej gminy Śmiłowice, a także obszar dotychczasowej gromady Księża Kępka ze zniesionej gminy Kowal, w tymże powiecie. Dla gromady ustalono 25 członków gromadzkiej rady narodowej.
31 grudnia 1959 do gromady Czerniewice włączono wsie Kępka Szlachecka i Kępka Szlachecka Folwark ze zniesionej gromady Grabkowo w tymże powiecie.
1 stycznia 1969 do gromady Czerniewice włączono sołectwa Gołuszewo, Grabówka, Nakonowo i Nakonowo Stare ze zniesionej gromady Nakonowo w tymże powiecie.
Gromadę zniesiono 1 stycznia 1972, a jej obszar włączono do gromad Choceń (sołectwa Wilkowice, Wilkowiczki, Szczutkowo, Czerniewice, Pustki Choceńskie, Nowa Wola, Wola Nakonowska, Grabówka i Nakonowo Stare) i Kowal (sołectwa Nakonowo, Kępa Szlachecka i Gołaszewo) w tymże powiecie.